# Mighty Mouse
Apple Mouse, ранее Mighty Mouse (Ма́йти Ма́ус, «могучая мышь») — многокнопочная компьютерная мышь, разработанная и продававшаяся компанией Apple Inc. Впервые была представлена 2 августа, 2005 как Mighty Mouse. С 20.10.2009 носит название Apple Mouse.
До Mighty Mouse Apple продавала однокнопочные мыши вместе со своими компьютерами, начиная с Apple Lisa 22 годами ранее. Mighty Mouse не имеет кнопок, как таковых, но имеет несколько зон, чувствительных к нажатию, которые позволяют программно настроить её как имеющую от одной до четырёх кнопок.
Название устройства использовалось фирмой Apple по лицензии CBS Operations, владельца мультфильма Mighty Mouse. Однако, в 2009 году права обеих этих фирм на торговую марку были опротестованы фирмой Man & Machine, в итоге чего устройство было формально переименовано в Apple Mouse, одновременно с чем была представлена заменившая его новая модель Magic Mouse. Интересный факт: звук, который слышен при скроллинге, воспроизводится маленьким динамиком, встроенным в мышь. Когда мышь выключена, этого звука при скроллинге нет.

## Версии
- 2 августа 2005 Apple представила Mighty Mouse по цене 49 US $.
- 12 октября 2005 Apple поставляет Mighty Mouse с каждым iMac, и 19 октября 2005, также с линейкой PowerMac G5. Пользователи получают возможность покупки Apple Wireless Keyboard и Apple Wireless Mouse.
- 25 июля 2006 Apple представляет wireless Mighty Mouse  которая использует Bluetooth 2.0. Новое устройство использует две AA-батарейки, но может работать и от одной батарейки AA, что снижает вес. Wireless Mighty Mouse была представлена по цене 69 US $.
- 7 августа 2007 Apple немного обновила Mighty Mouse, изменив цвет боковых кнопок на белый. С этого времени проводная версия Mighty Mouse стоила US 49 $, а беспроводная — US 69 $.